# فرد ميتشيل
فرد ميتشيل (بالإنجليزية: Fred Mitchell) هو لاعب كرة قاعدة أمريكي، ولد في 5 يونيو 1878 في كامبريدج في الولايات المتحدة، وتوفي في 13 أكتوبر 1970 في نيوتن في الولايات المتحدة.

## وصلات خارجية
- فرد ميتشيل على موقعبيزبول رفرنس.كوم (الدوري الرئيسي) (الإنجليزية)